# Santa Cruz da Graciosa
Santa Cruz da Graciosa is een plaats en gemeente in het Portugese district Azoren.
De gemeente heeft een totale oppervlakte van 61 km2 en telde 4780 inwoners in 2001.

## Plaatsen
- Guadalupe
- Luz
- Praia (of São Mateus)
- Santa Cruz da Graciosa